# Lech Poznań
Lech Poznań är en polsk fotbollsklubb från den polska staden Poznań. Klubben bildades den 19 mars 1922. Lech Poznań är en av de mest populära klubbarna i Polen med 41 olika supporterklubbar runtom i Polen. Klubben spelar i den högsta polska serien kallad Ekstraklasa och har vunnit denna 8 gånger. Man har även vunnit polska Cupen vid flera tillfällen. 
Laget var länge nära knutet till den statliga polska järnvägen; laget kallas därför ofta för Kolejorz, vilket betyder Lokförare på polska. Klubben heter KKS Lech Poznan, där KKS står för Kolejowy klub sportowy, vilket betyder "Järnvägens sportklubb".

## Historia
Den 9 maj 2006 slogs klubbarna "WKP Lech Poznań" och "Amica Wronki S.A." ihop och bildade den "nya" klubben "KKS Lech Poznań SSA". Laget ärvde "Lech's" klubbstatus och deltog första gången under säsongen 2006/2007. 
2008-09 i UEFA cupen nådde laget en framgång efter att ha blivit det första polska laget som tagit sig till 16-delsfinal efter att gruppspel införts. I förkvalet slog man ut Khazar från Azerbajdzjan med 5-1 totalt. I nästa omgång vann man hela 6-0 hemma mot schweiziska Grasshopper, och efter 0-0 borta mötte man Austria Wien i sista omgången. I Wien förlorade Poznan med 1-2 och efter att ha vunnit 2-1 hemma gick matchen till förlängning. Efter ett mål i sista minuten av Rafał Murawski som gjorde 4-2 kunde Lech Poznan gå vidare med totalt 5-4. I gruppspelet spelade man mot CSKA Moskva, Deportivo La Coruña, Nancy och Feyenoord. Efter två oavgjorda mot Nancy och Deportivo (båda hemma) samt en bortavinst mot Feyenoord kunde laget ta sig vidare. Mot CSKA förlorade man med uddamålet. I nästa omgång mötte man Udinese. Efter att ha klarat 2-2 hemma kunde man dock inte imponera lika mycket borta, Udinese vann med 1-2 och Poznan fick därmed lämna turneringen i förväg, men laget gjorde ändå en klart godkänd insats. 

## Meriter
- Ekstraklasa (9): 1983, 1984, 1990, 1992, 1993, 2010, 2015, 2022, 2025
- Polska Cupen (5): 1982, 1984, 1988, 2004, 2009
- Polska Supercupen (6): 1990, 1992, 2004, 2009, 2015, 2016

## Spelartrupp
| Nr | Land                    | Pos | Namn                |
| -- | ----------------------- | --- | ------------------- |
| 2  | Portugal                | F   | Joel Pereira        |
| 5  | Sverige                 | MF  | Elias Andersson     |
| 6  | Sverige                 | MF  | Jesper Karlström    |
| 7  | Portugal                | MF  | Afonso Sousa        |
| 8  | Iran                    | MF  | Ali Gholizadeh      |
| 9  | Sverige                 | A   | Mikael Ishak        |
| 10 | Polen                   | MF  | Filip Marchwiński   |
| 11 | Norge                   | MF  | Kristoffer Velde    |
| 15 | Polen                   | F   | Michał Gurgul       |
| 16 | Kroatien                | F   | Antonio Milić       |
| 17 | Polen                   | A   | Filip Szymczak      |
| 18 | Polen                   | F   | Bartosz Salamon     |
| 20 | Polen                   | F   | Bartosz Tomaszewski |
| 21 | Bosnien och Hercegovina | MF  | Dino Hotić          |
| 22 | Polen                   | MF  | Radosław Murawski   |

| Nr | Land            | Pos | Namn               |
| -- | --------------- | --- | ------------------ |
| 23 | Slovenien       | F   | Miha Blažič        |
| 25 | Sverige         | F   | Filip Dagerstål    |
| 28 | Polen           | F   | Filip Borowski     |
| 30 | Georgien        | MF  | Nika Kvekveskiri   |
| 31 | Polen           | MV  | Mateusz Mędrala    |
| 34 | Polen           | MF  | Antoni Kozubal     |
| 35 | Polen           | MV  | Filip Bednarek     |
| 41 | Polen           | MV  | Bartosz Mrożek     |
| 44 | Polen           | F   | Alan Czerwiński    |
| 50 | Elfenbenskusten | MF  | Adriel Ba Loua     |
| 54 | Polen           | MF  | Filip Wilak        |
| 55 | Polen           | F   | Maksymilian Pingot |
| 56 | Polen           | MF  | Kornel Lisman      |
| 58 | Polen           | F   | Wojciech Mońka     |
| 74 | Polen           | MF  | Jakub Antczak      |

## Kända spelare
Gambia
- Kebba Ceesay

Lettland
- Artjoms Rudņevs

Finland
- Paulus Arajuuri
- Kasper Hämäläinen

Polen
- Bartosz Bosacki
- Maciej Bykowski
- Dariusz Dudka
- Łukasz Fabiański
- Marcin Kamiński
- Robert Lewandowski
- Michał Skóraś
- Grzegorz Wojtkowiak
- Zbigniew Zakrzewski
- Maciej Żurawski

Ungern
- Tamás Kádár

Vitryssland
- Sjarhej Kryvets